# Навести
На́вести (эст. Navesti, устар. эст. Pala) — река на юго-западе Эстонии; является наиболее полноводным и длинным притоком реки Пярну.
Исток реки находится на Средне-Эстонской равнине, в 7 км от деревни Имавере. Протекает через уезды Ярвамаа, Вильяндимаа, Пярнумаа.

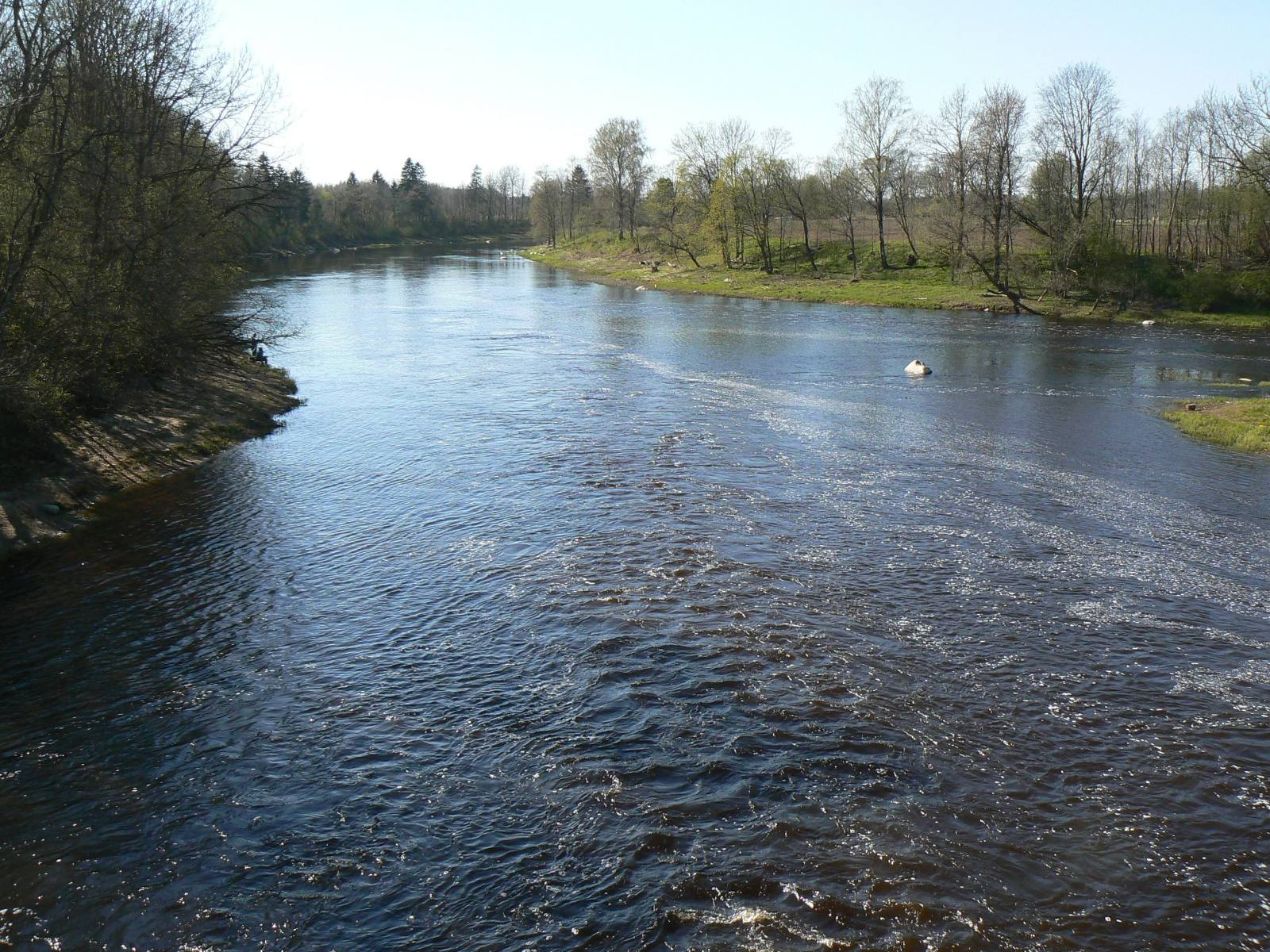

Правыми притоками являются: Саарйыги, Ретла, Ряпу. Левые притоки: Халлисте (длина 86 км), Рясна-Ойя.
Берега в нижней части среднего течения и вплоть до устья покрыты лесами и болотами, а поселения, как правило, редки.
В ложе русла находятся участки обнажения карбонатных пород Нижне-силурийских известняков и доломитов.
Навести богата рыбой, там обитает около 18 видов, среди которых наиболее распространены: речная форель, щука, пескарь, бычок, плотва, елец, голавль, язь, лещ, налим, окунь, ёрш.